# Frederico VI da Suábia
Frederico VI de Hohenstaufen (Modigliana, 16 de abril de 1167 – Acre, 20 de janeiro de 1191) foi Duque da Suábia a partir de 1170 até à sua morte no cerco do Acre.

## Vida
Frederico VI de Hohenstaufen nasceu em Modigliana, na região italiana da Emília-Romanha. Ele foi o terceiro filho do Imperador do Sacro Império Romano-Germânico, Frederico I Barbarossa, e Beatriz I, Condessa da Borgonha. Nascido como Conrado, ele adotou o nome de Frederico após a morte de seu irmão mais velho, Frederico V em 1770. Ele também o sucedeu como Duque Frederico VI da Suábia, sendo o sexto na sucessão ininterrupta como Duque da Suábia da dinastia Staufen com o primeiro nome de Frederico.
Na literatura mais antiga, o irmão mais velho e predecessor de Conrado/Frederico VI, o Duque Frederico V da Suábia, foi parcialmente negligenciado, uma vez que se pensava que os dois eram a mesma pessoa, e por essa razão o mais novo não era contado como Frederico VI, mas referenciado como Frederico V. O fato de que a um irmão mais novo nascido em 1172, o futuro duque da Suábia Conrado II, tenha sido atribuído o nome Conrado e que esse nome não tenha sido mudado, algo que tinha uma longa tradição dentro da linhagem Staufen, cria ainda mais confusão na identificação desses três filhos de Frederico I Barbarossa.
Em 1181, Federico VI foi prometido em casamento à filha de sete anos do rei Valdemar I da Dinamarca, cuja identidade é incerta. Depois que o irmão da noiva e o novo rei Canuto VI da Dinamarca se recusou a dar metade de seu dote, o Imperador decidiu enviar a princesa (que estava vivendo na Germânia há cinco anos na época em preparação para seu casamento) de volta à Dinamarca em 1187, ainda virgem. A princesa dinamarquesa poderia ser Ingeborg — cujo ano de nascimento presumido era por volta de 1175 e que se encaixaria com a criança noiva repudiada —, que mais tarde teve um casamento infeliz com o rei Filipe II da França.
Na Dieta de Pentecostes em Mainz, no dia 20 de maio de 1184, Frederico VI, junto com seu irmão Henrique VI, Rei dos Romanos, recebeu pessoalmente a investidura de seu pai, tornando-se um cavaleiro.
Em 27 de março de 1188, Frederico VI fez um juramento solene de se juntar a seu pai na Terceira Cruzada. Em 11 de maio de 1189, ele partiu com o exército cruzado de Ratisbona. Em sua jornada, ele chegou ao Reino da Hungria, onde foi prometido a Constança, filha do rei Bela III, um aliado de Barbarossa. A morte prematura de Frederico VI na Cruzada impediu o casamento de acontecer; alguns anos depois, em 1198, Constança tornou-se a segunda esposa do rei Otacar I da Boêmia.
Como parte do exército de seu pai, Frederico VI comandou a vanguarda enquanto Barbarossa comandava a retaguarda. Ao ouvir que as tropas de seu pai estavam sob ataque, ele voltou apressadamente a cavalo com suas tropas para reforçá-las. No entanto, ele também teve um papel importante tanto na Batalha de Filomélio quanto na Batalha de Icônio em maio de 1190. Após a morte de seu pai em 10 de junho de 1190 no rio Saleph, no Reino Armênio da Cilícia, Frederico VI assumiu o comando das forças germânicas e as conduziu em direção ao sul, rumo a Antioquia. Embora um grande número de cruzados tenha deixado o exército e navegasse de Antioquia para sua terra natal, Frederico VI queria se deslocar para Jerusalém com seu exército remanescente. Em Trípoli, uma grande parte de seus companheiros adoeceu de malária, razão pela qual apenas cerca de 700 cavaleiros chegaram com ele no início de outubro de 1190 para sitiar a cidade de Acre. Enquanto estava em Acre, Frederico VI escreveu para seu irmão, Henrique VI, pedindo que ele conseguisse o reconhecimento papal para o hospital em Acre. Tendo sido também acometido pela malária, Frederico VI morreu em 20 de janeiro de 1191 e foi enterrado em Acre. Devido a Acre permanecer ocupada pelas tropas de Saladino naquele momento, os restantes cruzados não conseguiram entrar na cidade e deixaram a Terra Santa após a morte de Frederico VI.
Frederico VI morreu sem deixar herdeiros e o título de Duque da Suábia passou para seu irmão, Conrado II.

## Nota
1. ↑  Decker-Hauff 1977, p. 355.
2. 1 2  Sterns 1985, p. 320.
3. ↑  Baaken 1968, p. 65.
4. ↑  Engels 1998, p. 110.
5. ↑  Weller 2004, p. 100.
6. ↑  Stälin 1878, p. 35; born January 1168-1169, died 1191, second son of Emperor Frederick I and Beatrice of Burgundy..
7. ↑  Schwarzmaier 1961, p. 590; * 16.7.1164, † 20.1.1191, Acre.
8. ↑  Weller 2004, pp. 131–135.
9. ↑  Weller 2004, pp. 135–136.
10. ↑  Nicholson 2004, p. 127.
11. 1 2  Hosler 2018, p. 64.
12. ↑  Hosler 2018, p. 106.